# 唐良懿
唐良懿（？年—？年），號我求，南昌府新建县人。明朝末年政治人物。

## 生平
天啓七年（1627年）丁卯科江西乡试舉人，崇祯四年（1631年）辛未科进士。礼部观政，五年授宜宾县知县，十年行取，十一年钦选工部虞衡司主事，十二年升营缮司郎中，十三年升任徽州府知府。十六年以黔兵騷乱徽州，与徽宁道张文辉被处分。